# Ulyanovsky (huyện của Kaluga)
Huyện Ulyanovsky (tiếng Nga: ? райо́н) là một huyện hành chính tự quản (raion), của Tỉnh Kaluga, Nga. Huyện có diện tích 1591 kilômét vuông, dân số thời điểm ngày 1 tháng 1 năm 2000 là 10800 người. Trung tâm của huyện đóng ở Ul'yanovo.